# Martin Gosky
Martin Gosky (* unsicher: 1586 in Gardelegen; † 17. Juni 1656 in Wolfenbüttel) war ein deutscher Mediziner und Dichter der Barockzeit.

## Leben und Wirken
Über Goskys Studienzeit und seine ersten Berufsjahre ist bisher nichts bekannt. Ab 1628 war er zunächst Leibmedicus in Hitzacker und danach Hof- und Leibmedicus im Range eines Hofrats bei Herzog August dem Jüngeren in Wolfenbüttel. Goskys Wohnhaus befand sich am Wolfenbütteler Stadtmarkt; in demselben Haus wohnte ab 1644 Justus Georg Schottelius, mit dem Gosky befreundet war. Sowohl für seine medizinischen Leistungen, als auch für sein dichterisches Schaffen wurde Gosky der Titel eines Hofpfalzgrafen verliehen. In dieser Funktion zeichnete er 1646 Sigmund von Birken als poeta laureatus aus.
Goskys bleibende Bedeutung beruht auf seiner 1360-seitigen Gedichtsammlung Arbustum et Arboretum Augustaeum, die 1650 von den Lüneburger Verlegern Johann Stern und Heinrich Stern in ihrer Wolfenbütteler Filiale gedruckt wurde. An dem großformatigen, mit rund 40 Illustrationen prächtig ausgestatteten Werk wirkten über 220 Autoren mit, unter anderem die Dichter Georg Philipp Harsdörffer und Adam Olearius sowie viele andere Mitglieder der Fruchtbringenden Gesellschaft. Der Folioband enthält zahlreiche Gelegenheitsgedichte zu Ehren Herzog August des Jüngeren. Sie sind Musterbeispiele panegyrischer Dichtungen und wirken bis heute prägend für das Bild des Fürsten August. Besonders erwähnenswert sind die vielfältigen Geburtstagsgedichte, eine eher seltene Sonderform der Gelegenheitsdichtung, die in Goskys Sammlung überliefert sind.
Goskys Tochter Emerentia heiratete 1639 den lutherischen Theologen Johann Baldovius.

## Werke (Auswahl)
- Arbustum et Arboretum Augustaeum, Aeternitati ac domui Augustae Selenianae sacrum. J. und H. Stern, Wolfenbüttel 1650 (Online-Ausgabe), NA 1693
- Ptripsema seu Fuga luis pestiferne prior. Das ist: Die erste und kurtze ordentliche Verhütung und Chur der Pestilentz durch innerliche und eusserliche Mittel. Lucius, Helmstedt 1625
- Acrostichon In Natalem LXIX. Serenissimi Et Augustissimi Principis Ac Dni. Dn. Augusti, Ducis Brunsv. Et Lunaeburgensis : Producta X. Aprilis Anno M.D.C.IIIL., 1647(Online-Ausgabe)
- Genethiliacom Illustrissimi Et Celsissimi Principi Ac Domini Domini Rudolphi-Augusti, Duci Brunsvici Et Lunaeburgi, Et ... Christinae Elisabethae, Ducis, Brunovic. Et Lunaeb. ... die 12. Aprilis. J. und H. Stern, Wolfenbüttel 1654 (Online-Ausgabe)